# ヅダ
ヅダ (ZUDAH) は、「ガンダムシリーズ」に登場する架空の兵器。有人操縦式の人型機動兵器「モビルスーツ (MS)」のひとつ。初出は、2004年のOVA『機動戦士ガンダム MS IGLOO』。
作中の軍事勢力のひとつであるジオン公国軍の試作機で、ザクI（旧ザク）と主力機の座を争う。性能ではザクIを上回るが、欠陥による事故などが原因で競合に敗北する。のちに改良が加えられ、主要人物たちが所属する「第603技術試験隊」によって評価試験がおこなわれる。
本記事では、外伝作品などに登場するバリエーション機などについても解説する。

## デザイン
メカニックデザインは出渕裕が担当。出渕は『MS IGLOO』にスーパーバイザーとしても携わっており、企画当初から新規のMSは出さざるを得ないだろうという話はあったという。
発想のベースとなったのは、第二次世界大戦のドイツ軍におけるメッサーシュミット社のBf109とハインケル社のHe100の制式化競争であり、本機は制式化は逃したが性能的には上であるともいわれる後者に当たる。シナリオの作成に際し、高機動性と高出力エンジンを搭載するという要素を入れていくこととなったが、試行錯誤するもありがちなものになっていた。そこに、監督の今西隆志から高出力の単発エンジンはどうかと提案を受け、大型の単発ノズルの基部がフレキシブルに動くギミックを取り入れる方向で徐々にイメージが固まっていった。ポイントとなるエンジンは目立つように可能な限り大きくし、形状と色を実際の宇宙船を彷彿させるものにするとともに、機体各部に放熱フィンを配置することによってほかのMSと差別化するとともに古臭さも出し、デザイン上の特色になった。出渕は主役メカゆえに格好良くデザインする必要があったが、格好良すぎず旧式っぽく落とし込めたのではないかとコメントしている。また、1年戦争で活躍した完全オリジナルデザインのMSは、原典作品『機動戦士ガンダム』のメカニックデザイナーである大河原邦男によるものを除くと、このヅダのみである（2005年時点）。
ツィマット社製ということは少し意識したが、今西はギャンが嫌いなので出渕は口には出さなかった。ツィマット社のMSならモノアイ・スリットは十字だろうという意見もあり、本機の指揮官機と予備機のデザインに採用している。シールドはスリットに沿って前後に動き、マントのようになびかせたり、攻撃された方向に瞬時に動くといった演出的な効果を狙ってデザインされた。
航空自衛隊の機体のようなカラーリング、細身の高機動型、ザクと共通の武装など、今西の好みを分かったうえで提示したので、リテイクもなく作業はスムーズに進行したという。

## 名称
機体名は今西がシナリオの時点でもう決めており、頭陀袋（ずだぶくろ）が由来である。また、第二次世界大戦で開発された日本軍の三菱製エンジンに惑星の名前が使われていたことにインスパイアされ、「土星エンジン」と命名された。

## 設定解説
開発はジオン公国の兵器メーカーの一つ、ツィマット社が担当。EMS-04を原機とする。同機は制式採用から落選した後も開発が継続され、エンジンを「土星エンジン」に換装するなどの措置を行い、U.C.0079年10月にEMS-10 ヅダとして完成した。新型の高性能MSと喧伝されたが、EMS-10においてもEMS-04が抱えていた強度不足の問題は解決されておらず、劣勢となっていたジオン公国の地球連邦に対するプロパガンダとして利用された。しかしながら、4機製造されたEMS-10 ヅダは機体強度が許す機動性においてはザクIIを凌駕する性能を見せた。

### 機体構造
頭部
2種類が存在し、1番機と予備機では保護カバーが配されたモノアイ走査レールは同じツィマット社製のドムと同様の十字型を採用する。一方、1番機は隊長機ゆえにブレードアンテナを有する。2番機と3番機では別形状のものを採用。
土星エンジン
ランドセルに有する。中心部に大型ノズル、4界に小型ノズルを採用。試作エンジン「水星エンジン」から実用原型システム「木星エンジン」を経て完成した。亜鉛や鉛などの重元素を使用する広域推進剤技術が使用されており、軽い元素を使用する推進器と比較して大推力が得られる。これによってヅダは短時間で200m/秒の加減速が可能となり、地球周辺の浅い軌道や接近戦で優れた性能を発揮する機体となった。同部位は取り外し可能。
この土星エンジンは、同じツィマット社製MSであるドムにも導入されたとされる。
腕部
3本のフレームが内蔵され、伸縮する機構を備える。これにより、各部にマウントした装備を取り出すことが可能。
脚部
脹脛部や足底部にもスラスターを有する。
武器マウント
腰と脚部の左右計4か所に有する。

### 武装・装備
ザク・マシンガン
ザクに採用されたZMC-38III/M-120A1。非使用時は銃本体を脚部、マガジンを腰部にマウントする。
ザク・バズーカ
ザクに採用されたH&L-SB25K/280mmA-P。
シュツルム・ファウスト
シュトゥルムファウスト600M、またはMarkVIIIとされるモデルを採用。装弾数は1発で、シールド裏にマウントしたまま発射可能。
135ミリ対艦ライフル
高速の弾丸を射出する試験兵器で、艦艇の装甲を撃ち抜く威力を持つ。
シールド
肩部に懸架される。レールによって可動可能。裏面には白兵戦用ピックを装備。

## 劇中での活躍
『機動戦士ガンダム MS IGLOO -1年戦争秘録-』第3話が初出。かつて空中分解する欠陥を晒してコンペでザクに敗退したヅダ (EMS-04) は、4年の歳月の間に改修を重ね、新型ヅダとして完成する。型式番号「EMS-10」が与えられた新型ヅダの登場とその高性能ぶりは、ジオンのプロパガンダ放送でも喧伝される。
その最終評価試験を行うため、4機がテストパイロットのジャン・リュック・デュバル少佐とともに第603技術試験隊所属の支援艦ヨーツンヘイムに配備されるが、評価試験中に3番機はエンジンの暴走を起こして空中分解し、テストパイロットのオッチナン・シェル中尉が死亡する。原因はシェルが命令を無視して高加速を行ったことにあるとされたが、欠陥を解消したはずのヅダが改修以前の機体 (EMS-04) と同様の事故を起こしたことに、関係者は不審を抱く。折りしも地球連邦側のプロパガンダ放送でEMS-10の素性が暴露され、EMS-04から設計が変わっていないことが関係者に知れると同時に、本来なら軍上層部とツィマット社の機密事項であるはずの情報が連邦軍に筒抜けであることも明らかになる。この情報漏洩に関し、デュバルはMS開発を巡ってツィマット社とライバル関係にあるジオニック社の差し金であると主張するが、いずれにせよマルティン・プロホノウ艦長らは試験の続行が危険と判断し、試験中断の判断を下す。
その折、オデッサ作戦で地上を追われた多数の友軍がHLVで宇宙空間へ敗走してくる。彼らはより多く人員を乗せるために燃料搭載量を減らしたといわれ、大気圏を脱して以降は地球周回軌道上を漂うことしかできず、友軍による回収を待たねばならなかった。連邦軍はこの機を捉えて据え物斬りに取りかかり、HLV側も搭載していたザクJ型を放出して果敢に反撃を試みるが、J型は空間戦闘に適応した機構を持たない重力下の陸戦型であり、宇宙空間では姿勢制御もままならず、ボールを相手に満足な反撃もできないまま一方的に撃破されていく。この状況を目の当たりにしたモニク・キャディラック特務大尉は、独断で評価試験の再開を名目とした救援活動を下命する。友軍の救援を2番機と予備機に任せ、陽動に徹するデュバルの1番機はまずボール2個小隊6機のうち少なくとも4機を撃破し、加勢に現われたジム6機のうち2機をただちに撃破すると、残りのジムをHLVから引き離すべく高速機動に誘い込み、3機を空中分解に至らしめるが、1番機もエンジンが暴走して空中分解し、デュバルも死亡する。
その後、ジオン本国から評価試験の中止と残存機のヨーツンヘイム護衛の搭載機として配備する旨の指令が伝えられたが、これは数度にわたる空中分解事故を要因とする事実上の「不採用決定通知」であり、護衛機転用の名を借りた体の良い廃棄処分でもある。しかし、最終決戦となったア・バオア・クー攻防戦にて予備機は左腕を破損したに留まり、2機とも終戦まで残存する。機体の不採用が決定した後の戦闘が、皮肉にも機体の高性能を証明する結果となった。
なお、友軍救出活動時にキャディラックが予備機のパイロットを務めたことが確認されるが、のちに彼女がヨーツンヘイムに乗艦している状態で予備機が出撃しているシーンもあることから、同艦にヒデト・ワシヤ以外にもヅダのパイロットが乗艦していたことが示唆されている。
漫画版『機動戦士ガンダム MS IGLOO 603』では、友軍を救出した後、試作MSのゲム カモフの技術試験を行なうために第603技術試験隊に配属されたエンマ・ライヒ中尉が、操縦技術を見せるために護衛機として転用されたヅダに搭乗し、戦闘を行う。
漫画『機動戦士ガンダム0083 REBELLION』では、ウドガルドの艦載機として登場する。ザメルやヒルドルブ改と共に、コロニー｢アイランド･イーズ」の内部へ潜入した連邦軍部隊を迎撃する。
テレビアニメ『機動戦士Gundam GQuuuuuuX』では、シャア・アズナブルがガンダムに敗れて戦死した世界線のララァ・スンが「シャアがガンダムに殺されない」ことを目指して作り出した平行世界のひとつに、シャアが赤い機体色の専用ヅダに搭乗した世界があったことが示されている。

## バリエーション

### ヅダ (EMS-04)
U.C.0071年、ジオン公国軍は国内の企業に「ミノフスキー粒子環境下の有視界戦闘」に対応した軍用汎用MSの開発を発注した。ジオン公国軍当局がこれらの兵器に求めた性能は、「地球から月周辺を含む、真空かつ、無重力空間における近接戦能力」と「1気圧1G環境下-つまり地球上-での、歩く戦闘車輌」の2つであり、U.C.0075年にジオニック社製のMS-05 ザクIと同時期に開発された機体である。なお、型式番号の "E" はすでに "04" がジオニック社の試作機に与えられていたために付けられ、「特例 (Extra)」の意味をもつとされる。
重元素を用いた熱核ロケット「木星エンジン」を導入し、機動性こそMS-05に対して優位性を持っていたものの、その加速力に対して機体の強度が不足していたことから、飛行試験中に空中分解を起こした。また、MS-05と比較して1.8倍という高コストの機体であったこともあり、制式化は見送られた。不採用については、ジオニック社の裏工作があったともいわれている。
肩部や腹部などの装甲形状はEMS-10と異なる。背部の木星エンジン上部には円筒状のパーツが存在するが、詳細は不明。シールドにはまだ白兵戦用ピックも装備されていない。

### ウォルフガング専用機
漫画『機動戦士ガンダム 黒衣の狩人』に登場。乗機のMS-06Sを喪失したウォルフガング少佐が搭乗する。
「ザクとの採用競争に負け、組み立て途中で工場に眠っていた機体」とされるが、作中では型式番号は明示されていない。単行本巻末にはEMS-10として三面図が掲載されているが、その三面図には「YMS-01」の型式番号が記されている。『ガンダムトライエイジ』のプロモーションカードに登場した際にはEMS-10と表記されている。
頭部はブレード・アンテナ装備型。ウォルフガングのパーソナル・カラーである黒に近いダーク・グレーを基調とし、一部が黒と赤で塗り分けられている。シールドには「狩人部隊」の部隊章である「ウサギを咥えるオオカミ」をモチーフとしたエンブレムが描かれている。
地球の衛星軌道上で、大気圏上層部にごく浅い角度で機体を突入させ、水切りの要領で上層部を跳ねながら移動し、機体性能をはるかに超える回避運動をおこない、単騎でサラミス級巡洋艦を撃沈する。その後、ソロモン防衛戦で損傷し、逃走してきたというチベ級重巡洋艦を旗艦のムサイ級軽巡洋艦で曳航する任務を受けるが、そのチベ級は連邦軍が鹵獲したものであった、本機は補給不足で対艦ライフルを使えないため、ザク・マシンガンとヒート・ホーク、シュツルム・ファウストを装備して出撃し、因縁深いブランドン中尉のジム改およびジム2機を撃破する。しかし、半壊したチベ級が大量の爆弾を積載したまま大気圏に突入してしまったため、ウォルフガングは本機の出力を臨界まで上げて自爆し、チベ級の破壊に成功する。

### ヅダF
小説『機動戦士ガンダム ブレイジングシャドウ』に登場（型式番号：EMS-10F）。
一年戦争後期に開発されたヅダの改良型であり、土星エンジンのリミッターを強化することによって暴走の発生を抑制することに成功しているほか、さまざまな改良が加えられており、一部にはギャンのパーツも使用されている。武装として、135ミリ対艦ライフルを改良小型化した95ミリ狙撃ライフルを装備。
制式採用こそされなかったものの、少数ながら生産された機体は複数の部隊で運用されており、U.C.0083年時のジオン残党組織「ファラク」でも2機のヅダFが使用されている。

### レプス
漫画『機動戦士ガンダム バンディエラ』に登場。マ・クベ大佐が、専用のザクIIを失ったユーリー・コーベル中尉のために用意した機体。第39話より登場した。専用のザクIIと同様に作中で「レプスカラー」と称される薄紅色で塗装されている。
形式番号はEMS-10Le。機体名は、ユーリーがかつて所属していたサッカーチーム「オクラント・レプス」にちなみ、ユーリー自身が命名している。
統合整備計画によって製造が可能となった少数生産機であり、ユーリーの動きに合わせてカスタマイズされている。第41話のユーリーの発言によれば、「ヅダのエンジン周りを改良し、開発中の新機体を組み合わせた複合機」とのこと。携行武器はヅダと同様、ザク・マシンガン（左利き用）あるいは135ミリ対艦ライフルを使用している。格闘用武装としては、外部からは携行していることが視認できないが、脹脛外側に増設されたスラスター・ユニット内に下方へ伸びるビーム・サーベルが仕込まれている。
その推力は作中で敵対したフルアーマーガンダムを凌駕する。
キシリアは「マ・クベに与えた機体（ギャン）と同じシステムが組み込まれている」と発言しているが、詳細は不明である。なんらかのリミッターが設定されており、これを解除することにより、左脚などを大破して行動不能になった状態から再び起動した。